# Челюскинец (Крым)
Челюскинец (ранее участок 57/8 ; укр. Челюскінець) — исчезнувшее селение в Красногвардейском районе в Крыму. Находилось на западе района, примерно в 4 километрах юго-восточнее современного села Каменка Первомайского района.

## История
Еврейский переселенческий участок № 71 был образован, видимо, на рубеже 1930-х годов (поскольку впервые отмечен на карте по состоянию на 1931 год). Постановлением ВЦИК РСФСР от 30 октября 1930 года был создан Фрайдорфский еврейский национальный район (переименованный указом Президиума Верховного Совета РСФСР № 621/6 от 14 декабря 1944 года в Новосёловский) и участок включили в его состав, а после разукрупнения в 1935-м и образования также еврейского национального Лариндорфского (с 1944 — Первомайский), село переподчинили новому району. К тому же, 1935 году, был организован колхоз «Челюскинец», со временем название закрепилось за селом. Вскоре после начала Великой Отечественной войны часть еврейского населения Крыма была эвакуирована, из оставшихся под оккупацией большинство расстреляны.
С 25 июня 1946 года Челюскинец в составе Крымской области РСФСР, а 26 апреля 1954 года Крымская область была передана из состава РСФСР в состав УССР. Время включения в Гвардейский сельский совет пока не установлено: на 15 июня 1960 года село уже числилось в его составе. Указом Президиума Верховного Совета УССР «Об укрупнении сельских районов Крымской области», от 30 декабря 1962 года был упразднён Первомайский район и село включили в Красногвардейский, в состав Александровского сельсовета. Упразднено в период с 1968 по 1977 год как село того же сельсовета.